# Orsolya Takács
Orsolya Takács (* 20. Mai 1985 in Budapest) ist eine ehemalige ungarische Wasserballspielerin. Sie war dreimal Olympiavierte, Weltmeisterin 2005 sowie Weltmeisterschaftsdritte 2013 und erhielt bei Europameisterschaften eine Goldmedaille sowie vier Bronzemedaillen.

## Karriere
Von 2005 bis 2017 war Orsolya Takács Mitglied der ungarischen Nationalmannschaft. Sie wirkte in 319 Länderspielen mit und ist damit neben der Rekordnationalspielerin Mercédesz Stieber und Rita Keszthelyi die Nationalspielerin mit den meisten Einsätzen.
Orsolya Takács erhielt ihre erste internationale Medaille 2005 bei den Weltmeisterschaften in Montreal. Die Ungarinnen siegten im Halbfinale mit 9:7 gegen die kanadische Auswahl. Im Finale gewannen sie nach Verlängerung gegen das US-Team mit 10:7. Damit erreichten die Ungarinnen nach elf Jahren zum zweiten Mal den Weltmeistertitel. 2006 bei der Europameisterschaft in Belgrad verloren die Ungarinnen im Halbfinale mit 11:12 gegen die Russinnen. Das Spiel um den dritten Platz gewannen sie mit 12:11 gegen die Spanierinnen. Bei den Weltmeisterschaften 2007 in Melbourne verloren die Ungarinnen ihr Halbfinale gegen die Mannschaft aus den Vereinigten Staaten nach Verlängerung mit 9:10. Im Spiel um den dritten Platz unterlagen sie den Russinnen mit 8:9. Im Jahr darauf bei der Europameisterschaft 2008 in Málaga verloren die Ungarinnen ihr Halbfinale gegen die Spanierinnen mit 7:8. Im Spiel um Bronze besiegten sie die Italienerinnen mit 9:6. Beim olympischen Wasserballturnier 2008 in Peking gewannen die Ungarinnen ihre Vorrundengruppe, unterlagen aber im Halbfinale mit 7:8 gegen die Niederländerinnen. Im Spiel um Bronze siegten die Australierinnen mit 12:11. Die Centerverteidigerin war in allen Spielen dabei, erzielte aber keinen Treffer.
2009 bei den Weltmeisterschaften in Rom unterlagen die Ungarinnen im Viertelfinale den Kanadierinnen und erreichten in den Platzierungsspielen den siebten Platz. Zwei Jahre später belegten die Ungarinnen den neunten Platz bei den Weltmeisterschaften 2011 in Shanghai. Bei den Olympischen Spielen 2012 in London besiegten die Ungarinnen im Viertelfinale die Russinnen mit 11:10. Nach einer 9:10-Halbfinalniederlage gegen die Spanierinnen verloren die Ungarinnen das Spiel um den dritten Platz in der Verlängerung gegen die Australierinnen. Im Vorrundenspiel gegen das Team aus den Vereinigten Staaten warf Takács einen Treffer.
Im Jahr darauf gewannen bei der Weltmeisterschaft 2013 die Spanierinnen vor den Australierinnen. Im Spiel um Bronze trafen die Ungarinnen wie im Vorjahr auf die Russinnen und siegten diesmal mit 10:8. Orsolya Takács erzielte im Turnierverlauf vier Treffer. 2014 bei der Europameisterschaft in Budapest siegten die Spanierinnen vor den Niederländerinnen. Die ungarische Mannschaft bezwang im Kampf um Bronze die italienische Mannschaft mit 10:9. Takács warf während des Turniers drei Tore. 2015 belegten die Ungarinnen bei der Weltmeisterschaft in Kasan den neunten Platz. Anfang 2016 gewannen die Ungarinnen den Titel bei der Europameisterschaft in Belgrad. Die Ungarinnen erreichten das Finale mit einem Halbfinalsieg über die Italienerinnen, im Finale besiegten sie die Niederländerinnen mit 9:7. Beim olympischen Wasserballturnier in Rio de Janeiro siegten die Ungarinnen im Viertelfinale gegen die Australierinnen nach Penaltyschießen. Nach der Halbfinalniederlage gegen das US-Team kam es auch im Spiel um Bronze gegen die Russinnen zum Penaltyschießen, das die Russinnen gewannen.
Die 1,90 m große Orsolya Takács war mit Honvéd Budapest ungarische Meisterin 2007 und 2008.